# Prepositura di Ellwangen
La prepositura o abbazia di Ellwangen fu uno stato teocratico tedesco. Esso è il più antico monastero benedettino attualmente presente nel Baden-Württemberg, a Ellwangen, a circa 100 chilometri da Stoccarda.
Dal punto di vista ecclesiastico costituì una circoscrizione nullius dioecesis, ossia indipendente dalla giurisdizione dei vescovi e immediatamente soggetta alla Santa Sede.

## Storia

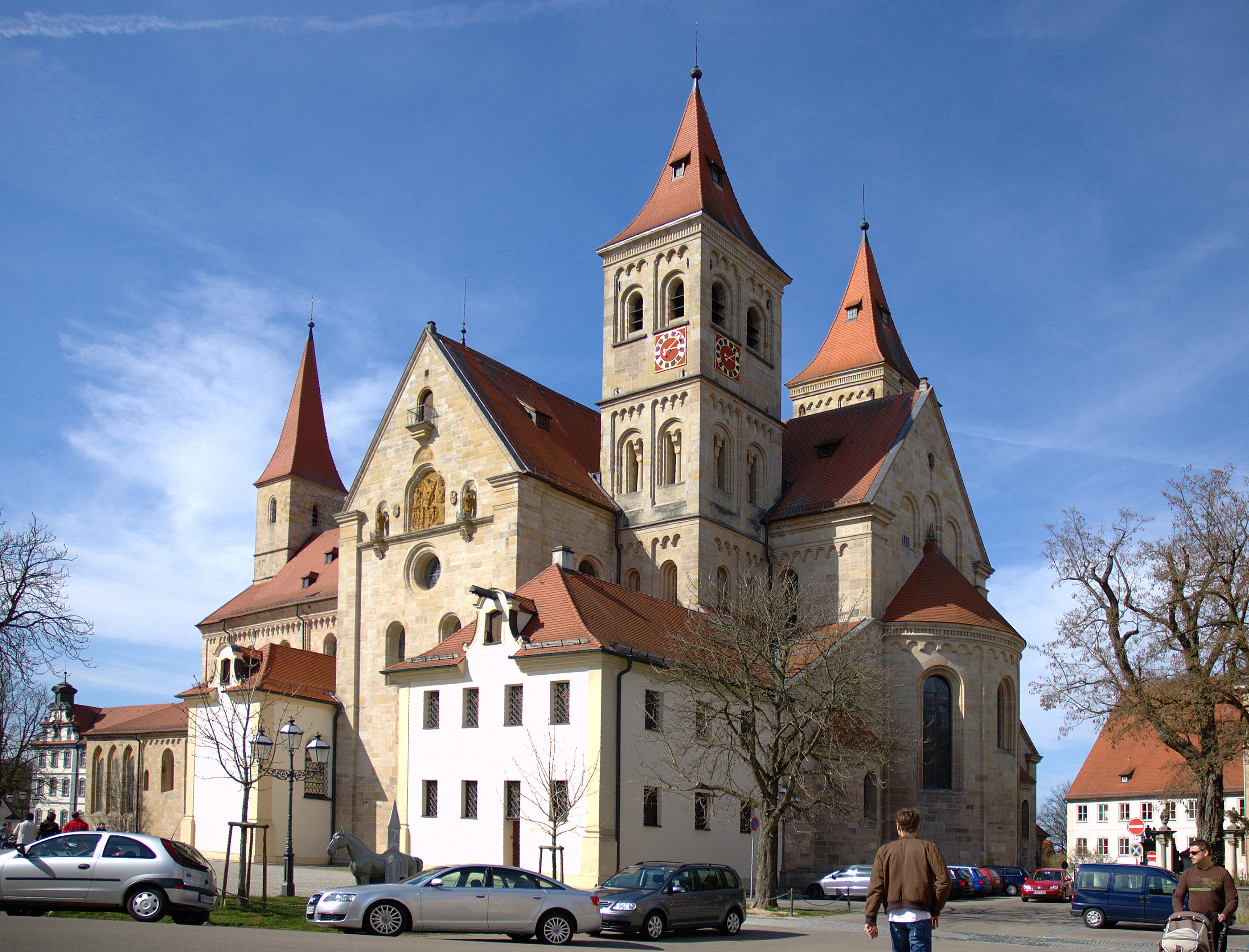
La chiesa abbaziale del complesso di Ellwangen.

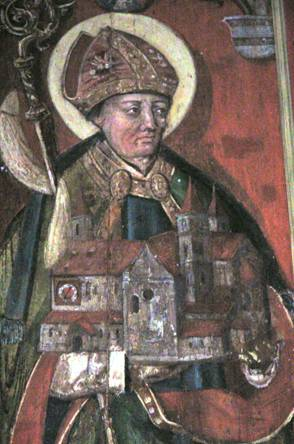
Ariolfo, vescovo di Langres.

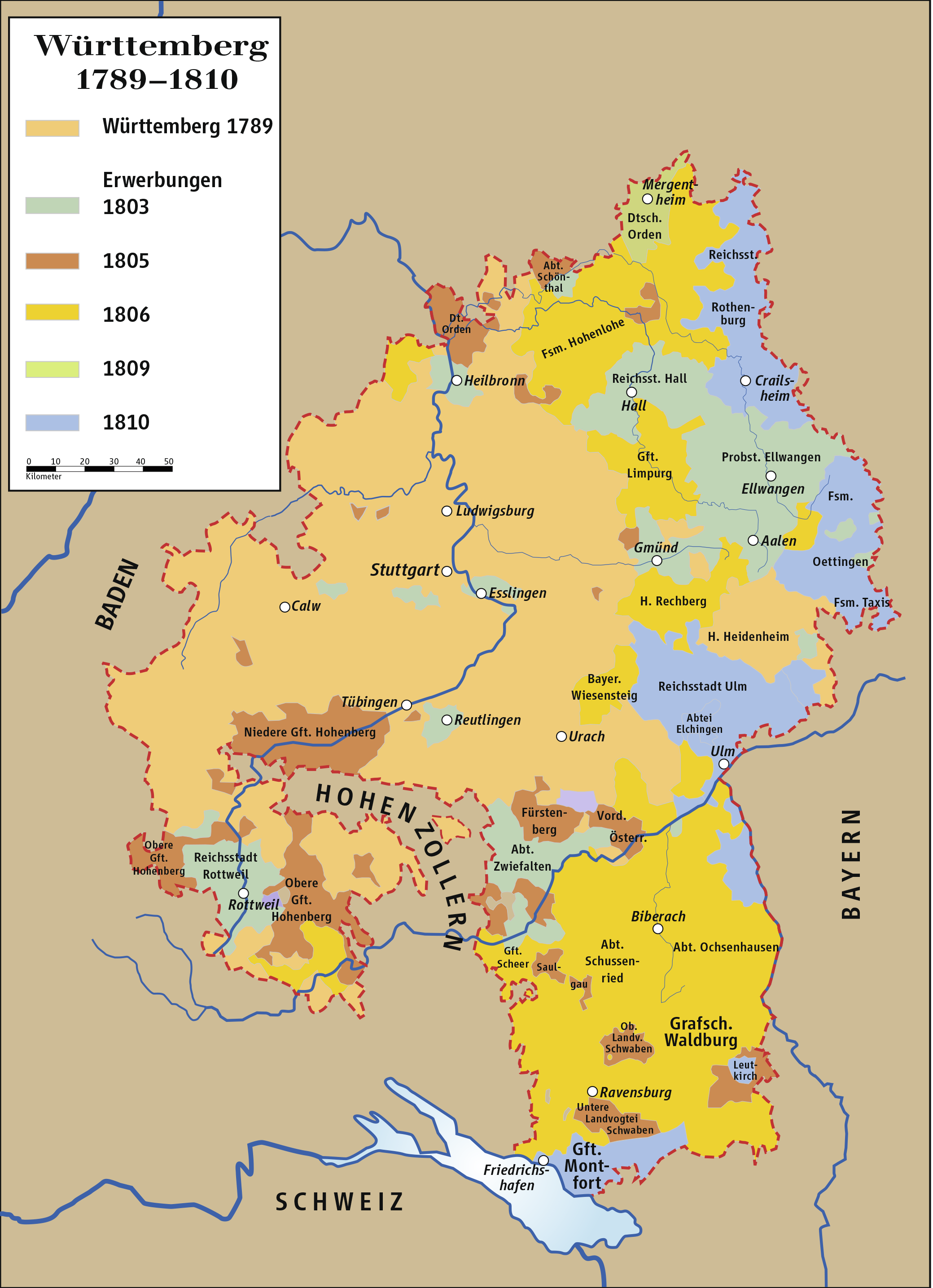
Mappa del Württemberg nel periodo compreso tra il 1789 e il 1810; in verde il territorio della prepositura di Ellwangen.

Il principato venne fondato da Ariolfo, vescovo di Langres, attorno al 764 (anche se alcuni scavi recenti hanno ritrovato tracce di strutture risalenti al 732). A quasi tre secoli dalla sua fondazione, nel 1011, l'Imperatore Enrico II il Santo concesse a questa abbazia il titolo di Abbazia imperiale, privilegio che venne confermato da Carlo IV nel 1347.
Nel suo periodo abbaziale, Ellwangen diede molti uomini di valente cultura: gli abati Lindolfo e Erfinano divennero famosi al loro tempo, secondo gli studi realizzati sull'argomento dallo studioso ed ecclesiastico francese Mabillon. L'abate Gebardo scrisse parte della "Vita di Sant'Ulrico", ma morì prima di terminare l'opera. L'abate Ermenrico (c. 845) fu autore della Vita di San Solone. Il monaco Adalberone divenne in seguito vescovo di Augusta nell'894 e l'abate Liutberto divenne arcivescovo di Magonza, così pure l'abate Hatto (891). San Gebardo, abate di Ellwangen, divenne vescovo di Augusta nel 995, mentre l'abate Milone a metà del X secolo divenne visitatore all'abbazia di San Gallo.
Nel 1460 il capitolo della chiesa nominò il primo vicario con una funzione di reggenza della città, facendo passare l'amministrazione dell'intera struttura al clero secolare che vi pose a capo un prevosto. Al momento della secolarizzazione nel 1802 il paese contava circa 20 000 abitanti sparsi nel territorio della prepositura, che si estendeva per circa 500 chilometri quadrati nelle aree circostanti. Esso comprendeva i territori di Ellwangen, Tannenberg e Kochenburg. Nel 1471 acquisì Rötlen, nel 1545 Wasseralfingen e nel 1609 Heuchlingen. Con l'elevazione di Fulda a diocesi, Ellwangen divenne il primo principato prepositurale dell'Impero, seguito da Kempten, e Berchtesgaden. Nel 1800 ottenne il Cantone Odenwald. Nel 1802, alla sua secolarizzazione, la prepositura passò al Württemberg, rientrando nella regione amministrativa del Neuwürttemberg. Nel 1806 entrò anche a far parte del Regno del Württemberg, seguendo quindi le sorti dello stato. Dal punto di vista ecclesiastico divenne in questo periodo sede del Vicariato del Wurttemberg (poi trasferita a Rottenburg am Neckar, in seguito sede diocesana).
Con la revisione delle diocesi tedesche della prima metà dell'Ottocento, il territorio dell'antica prepositura nullius di Ellwangen entrò a far parte, in virtù della bolla Provida solersque del 16 agosto 1821, della diocesi di Rottenburg che copriva l'intero Regno del Württemberg.
Rilevante è il castello eretto sulla collina sovrastante Ellwangen, già sede dei principi prevosti, in seguito proprietà di Gerolamo Bonaparte, ex sovrano del Regno di Vestfalia e marito di Caterina di Württemberg. Oggi ospita un ostello per la gioventù e un museo.

## Cronotassi

### Abati
- Hariolf † (764 – 780)
- Wikterp † (780 – 800)
- Grimoaldo † (800 – 808)
- Otaldo † (808 – ?)
- Adelgaro I † (? – 830)
- Ganderado † (830 – 844)
- Ermanrico † (844 – 862)
- Benno † (862 – 870)
- Asterizio † (870 – 874)
- Liutberto di Magonza † (874 – 889)
- Salomone † (889 – 896)
- Hatto I di Magonza † (896 – 913)
- Adalbero von Dillingen † (913 – 922)
- Gerberto † (922 – 944)
- Ermanno † (944 – 965)
- Milo † (965 – 968)
- Ardoberto † (968 – 974)
- Winitardo † (974 – 982)
- Gebardo von Ammerthal † (982 – 998)
- Hartmann † (998 – 1011)
- Berengario † (1011 – 1026)
- Odenberto † (1026 – 1035)
- Riccardo I † (1035 – 1040)
- Aronne † (1040 – 1060)
- Regingardo † (1060 – 1076)
- Udo † (1076 – 1090)
- Adelgardo II † (1094 – 1102)
- Ebbo † (1102 – 1113)
- Riccardo II † (1113 – 1118)
- Elmerico di Öttingen † (1118 – 1136)
- Alberto I von Ramsberg † (1136 – 1173)
- Alberto II von Konigsberg † (1173 – 1188)
- Kuno I † (1188 – 1218)
- Godebaldo I † (1219 – 1228)
- Alberto III † (1228 – 1240)
- Sigfrido I † (1240 – 1242)
- Rutgero † (1242 – 1246)
- Godebaldo II † (1246 – 1249)
- Rodolfo I † (1250 – 1256)
- Ottone I di Schwabsberg † (1256 – 1269)
- Corrado † (1269 – 1278)
- Eckhard von Schwabsberg † (1278 – 1309)
- Erenfrido von Vellberg † (1309 – 1311)
- Rodolfo II von Pfahlheim † (1311 – 1333)
- Kuno II von Gundelfingen † (1333 – 1367)
- Alberto IV Hack von Wöllstein † (1367 – 1401)
- Sigfrido II Gerlacher † (1401 – 1427)
- Giovanni I von Holzingen † (1427 – 1452)
- Giovanni II von Hürnheim † (1452 – 1461)

### Prevosti
- Alberto V von Rechberg † (1461 – 1502)
- Alberto VI Thumb von Neuburg † (1503 – 1521)
- Erico del Palatinato † (1521 – 1552)
- Ottone Truchsess di Waldburg † (1553 – 1573)
- Christophvon Freyberg-Eisenberg † (1573 – 1584)
- Wolfgang von Hausen † (1584 – 1603)
- Johann Christoph I von Westerstetten † (1603 – 1613)
- Johann Christoph II von Freyberg-Eisenberg † (1613 – 1621)
- Johann Jakob Blarer von Wartensee † (1621 – 1654)
- Johann Rudolf von Rechberg † (1654 – 1660)
- Johann Christoph III von Freyberg-Eisenberg † (1660 – 1674)
- Johann Christoph IV Adelmann von Adelmannsfelden † (1674 – 1687)
- Heinrich Christoph von Wolframsdorf † (1687 – 1689)
- Luigi Antonio del Palatinato-Neuburg † (1689 – 1694)
- Francesco Luigi del Palatinato-Neuburg † (1694 – 1732)
- Franz Georg von Schönborn-Buchheim † (1732 – 1756)
- Anton Ignaz von Fugger-Glött † (1756 – 1787)
- Clemente Venceslao di Sassonia † (1787 – 1803)